# Черноглазые дети
Черноглазые дети или Дети с чёрными глазами (англ. Black-eyed children / Black-eyed kids) — городская легенда англоязычных стран, возникшая в конце XX века. Согласно описаниям «очевидцев», это странные инородные существа, внушающие страх и ужас из-за своих полностью чёрных глаз.

## Описание
Встретившиеся с этими существами люди утверждают, что внешне эти существа практически ничем не отличаются от обычных детей либо подростков. Возраст может варьироваться примерно от 6 до 16 лет. Но имеются случаи, когда черноглазые ребята, по мнению очевидцев, выглядели несколько старше. Кожа этих детей бледнее, чем обычно. Часто существа разговаривают с людьми абсолютно недетскими голосами, достаточно уверенно, холодно и монотонно, что внушает людям нарастающую тревогу и неимоверный страх. Свидетели утверждают, что наибольший ужас они испытали как раз в тот момент, когда заглянули в их бездонные угольно-чёрные глаза. Якобы в них совершенно отсутствовали зрачки и радужная оболочка, видны были лишь чёрные глазные яблоки.

## Истории наблюдений
Единого мнения, когда вообще стала распространяться эта легенда, нет. По разным данным это началось в 80-х или 90-х годах XX века.
Первая встреча человека с таким черноглазым ребёнком якобы относится к 1982 году. Тогда некая девушка-подросток со своими сверстниками проводила время недалеко от леса Каннок-Чейз. В сумерках девушка услышала громкие детские крики. Побежав на них, она добралась до грунтовой дороги, на которой заметила удаляющийся силуэт. Догоняя его, девушка увидела, что это была маленькая девочка лет 6. Когда же девочка обернулась и посмотрела на очевидицу своими чёрными глазами, ту посетил сильный ужас. Девочка тут же отвернулась и побежала прочь в глубь леса. Расследование странного дела полицией ни к каким результатам не привело.
Наиболее ярким случаем контакта между человеком и детьми с чёрными глазами является история техасского репортёра Брайана Бетела, произошедшая с ним в 1996 году. По словам Бетела, поздней ночью он припарковал своё авто у кинотеатра, отвлёкся на время, и тут по стеклу машины кто-то постучал. Бетел увидел за окном двух детей возрастом 12-13 лет. С ним говорил только один, другой молчал. Якобы ребята забыли дома деньги на билеты в кино и просили Бетела подвезти их до дома. Внезапно мужчина осознал, что фильм, на который якобы хотели пойти ребята, уже давно начался и вот-вот закончится. Брайан заподозрил неладное. Через несколько мгновений он понял, в чём дело. Он посмотрел ребятам прямо в глаза: они были полностью чёрные. В ужасе мужчина дал по газам, но, проехав немного, затормозил. Оглянулся — двух пареньков уже не было. В том же году Брайану Бетелу стали поступать сообщения людей из разных городов Америки о подобных жутких встречах со странными черноглазыми детьми. Брайан опубликовал целый перечень таких идентичных историй.
Тем не менее происходили и такие ситуации, когда странные дети просились войти не только в автомобиль, но и в жилище. Есть очевидцы, которые всё же пускали черноглазых к себе, поддавались на различные уговоры. Непрошеным гостям якобы нужно было позвонить, попить воды или пройти в уборную. Порой впустившие вовремя осознавали содеянное ими и либо в ужасе убегали из дома, либо прятались в одной из комнат от чёрных глаз. Проходило время, одни возвращались домой, другие приходили в себя. В их жилищах тогда уже не было никаких странных черноглазых ребят. Свидетелями поведано ещё множество подобных историй в различных местностях и при случайных обстоятельствах.

## Различные упоминания
В 2012 году при участии Брайана Бетела был выпущен телевизионный проект под названием «Monsters and Mysteries in America», в котором был поставлен особый упор на реальное существование детей с чёрными глазами.
В том же году был выпущен фильм ужасов о черноглазых детях «Sunshine Girl and the Hunt for Black Eyed Kids», созданный при финансовой поддержке сайта Kickstarter.
В 2014 году таблоид «Daily Star» опубликовал несколько статей о случаях с детьми со странными глазами.

## Предположения и выводы
Все столкнувшиеся со странными ребятами испытывали панический страх и лишь спонтанность, чудо и сила воли позволяли им улизнуть от этих необычных существ. Сторонники их существования считают этих существ прибывшими из параллельного мира, инопланетянами, демонами, нефилимами, призраками или криптидами, маскирующимися под детей.
Леденящий ужас, по словам очевидцев, нередко возникает ещё до того, как они посмотрят в глаза странным ребятам, и даже сохраняется ещё какое-то время после такой встречи. Согласно легенде, людей гипнотизируют, дабы те пустили детей внутрь автомобиля или дома. Но они никогда не входят сами без разрешения. Почти все случаи встреч с этими ребятами происходят в тёмное время суток и порой в таких местах, где детей вообще быть не должно. Как бы то ни было, пока что всё это относится к городской легенде.
Среди рациональных предположений следующие: мистификации «очевидцев», розыгрыш над ними, когда шутники приобретают специальные чёрного цвета контактные линзы, обычно используемые на разного рода карнавалах. Также есть заболевание, при котором в глазу отсутствует радужная оболочка, тогда глаза могут иметь практически полностью чёрный цвет.